# ゲイル・E・ヘイリー
ゲイル・E・ヘイリー（Gail E. Haley、1939年 - ）は、アメリカ合衆国の絵本作家、イラストレーター。ノースカロライナ州シャーロット出身。
1959年に数学者のジョゼフ・A・ヘイリー (Joseph A. Haley) と結婚。1962年に処女作である『My Kingdom for a Dragon』を上梓。1971年にアフリカの民話を基にした『おはなしおはなし』 (A Story a Story) でコールデコット・メダルを受賞。1976年には『郵便局員ねこ』 (The Post Office Cat) でケイト・グリーナウェイ賞を受賞している。

## 主な著作
- おはなしおはなし (A Story a Story)　芦野あき訳、ほるぷ出版、1976年、ISBN 9784593500529
- 郵便局員ねこ (The Post Office Cat)　芦野あき訳、ほるぷ出版、1979年、ISBN 9784593501168
- あくまっぱらい! (Go Away, Stay Away)　芦野あき訳、ほるぷ出版、1980年、ISBN 9784593701902
- グリーンマン (The Green Man)　芦野あき訳、ほるぷ出版、1981年、ISBN 9784593501557